# Droga międzynarodowa M14 (Ukraina)
Droga międzynarodowa M14 − trasa międzynarodowego znaczenia na terenie Ukrainy, częścią trasy europejskiej E58. M14 biegnie z zachodu na wschód od Odessy przez Mikołajów, Chersoń, Melitopol i Mariupol do granicy z Rosją. Łączna długość 634,8 km. W rejonie większych miast droga dwujezdniowa.